# Чемпионат СССР по тяжёлой атлетике 1927
7-е лично-командное первенство СССР в программе Зимнего праздника физкультуры РСФСР проходило с 19 по 23 марта 1927 года, зал на Конюшенной площади, в Ленинграде. В нём участвовали 56 атлета от 22 городов в 6 весовых категориях. Программа состояла из пятиборья (жим, рывок одной рукой, рывок двумя руками, толчок одной рукой и толчок двумя руками).

## Медалисты
| Категория     | Золото                                    | Золото   | Серебро                                   | Серебро  | Бронза                                          | Бронза   |
| До 58 кг      | Буханов Николай «Динамо» Ленинград        | 365,5 кг | Киреев Александр Борисов                  | 360,0 кг | Петров Алексей Совторгслужащие Ленинград        | 345,0 кг |
| До 62 кг      | Буйницкий Михаил «Динамо» Нижний Новгород | 408,6 кг | Голубев Николай «Динамо» Москва           | 385,8 кг | Суханов Виктор «Динамо» Ленинград               | 382,9 кг |
| До 67,5 кг    | Никитин Арсений Эстонский клуб Ленинград  | 439,0 кг | Ганиза Михаил «Динамо» Москва             | 426,0 кг | Хрястолов Пётр «Динамо» Ленинград               | 418,5 кг |
| До 75 кг      | Поляков Дмитрий «Динамо» Москва           | 448,0 кг | Соколов Николай «Сормово» Нижний Новгород | 444,0 кг | Летин Григорий «Динамо» Ленинград               | 422,6 кг |
| До 82,5 кг    | Спарре Ян «Динамо» Москва                 | 516,0 кг | Шепилов Борис Тула                        | 435,0 кг | Гореловский Александр «Волгарь» Нижний Новгород | 432,0 кг |
| Свыше 82,5 кг | Блох Бронислав «Динамо» Ленинград         | 458,5 кг | Костин Михаил «Динамо» Ленинград          | 457,1 кг | Синицкий Зосима Институт физкультуры Москва     | 444,0 кг |